# PlayStation Network
Pour les articles homonymes, voir PSN.
Le PlayStation Network, officiellement désigné par son sigle PSN, est un service de jeux multijoueur et de médias en ligne distribué par Sony Interactive Entertainment sur consoles PlayStation 3, PlayStation Portable, PlayStation Vita, PlayStation 4 et PlayStation 5. Ce service en ligne a été lancé le 11 novembre 2006.
Le service donne accès au jeu en ligne, à la boutique de téléchargement PlayStation Store et à divers services de communication et de divertissement (internet, messagerie instantanée, vidéo à la demande, monde virtuel, webzine). Au 2 mai 2011, le PlayStation Network compte 77 millions de membres enregistrés sur le réseau (42 millions le 27 janvier 2011) et plus d'1,4 milliard de téléchargements.
En 2011, le PlayStation Network fut victime d'une intrusion illégale dans son système d'une ampleur encore inédite jusque-là, conduisant à sa maintenance du 20 avril 2011 au 15 mai 2011 et à un important programme de dédommagement pour les joueurs.

## Présentation

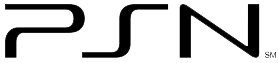
Logo dérivé du PSN

Ancien Logo du PSN

### Concept
Le PlayStation Network est accessible gratuitement depuis une console PS5, PS4, PS3, PSP, PSP GO ou PS Vita après la création d'un identifiant (ID PSN). Une connexion haut débit est requise. L'identifiant associé au compte est universel. Il existe deux types de compte : principal et secondaire. Le compte principal est réservé aux personnes âgées de plus de 18 ans et est associé à un porte-monnaie. Un contrôle parental peut être exercé sur les comptes secondaires (restriction du chat, limitation des dépenses mensuelles autorisés).
La partie PlayStation Network depuis le XMB est accessible et le logo représentant celle-ci est le même que le logo PSN et se trouve en avant-dernière position en partant de la gauche. Depuis la sortie de la nouvelle PS3 et des nouvelles jaquettes de jeu, il est indiqué clairement en haut à droite si le jeu dispose d'une fonctionnalité PSN, si le logo PSN est présent ou pas.
Il existe d'autres applications disponibles à travers le PlayStation Network, mais pour des soucis de licences et de droits, ne sont pas disponibles en France. À noter que First Play (magazine d'information PS3 en Grande-Bretagne), BBC iPlayer (lecteur multimédia en Grande-Bretagne), ABC iView (lecteur multimédia en Australie), Netflix (service de location et téléchargement de vidéos aux États-Unis). Qore est un magazine interactif en ligne basé sur l'abonnement. Pour l'instant seulement accessible en Amérique du Nord, le service offre des vidéos, reportages et making-of de jeux en haute définition. Il offre également des accès exclusifs à certaines démonstrations ou bêtas. Téléchargeable sur le PlayStation Store, chaque magazine coûte entre 2,99 et 24,99 dollars à l'année[réf. souhaitée].

### Jeu en ligne
Un certain nombre de titres proposent un mode de jeu en ligne, permettant aux joueurs de s'affronter ou de coopérer à distance dans une partie. Le jeu en ligne est donc gratuit (les MMORPG, comme Final Fantasy XIV, nécessitent un abonnement payant[réf. souhaitée]). Resistance 2 peut accueillir jusqu'à 60 joueurs simultanément sur une partie. MAG, quant à lui, peut accueillir 256 joueurs simultanément en escouade de 8. Les jeux peuvent proposer d'autres fonctionnalités en ligne comme des classements ou le support des trophées.

### Piratage d'avril 2011
En date du mercredi 20 avril 2011, les services du PlayStation Network et de Qriocity sont attaqués au niveau mondial et rend ainsi l'accès en ligne impossible. Cette maintenance est la plus longue qu'a connu le réseau depuis son lancement en 2006. L'attaque est survenue entre le 17 et le 19 avril 2011. Il est rapporté que des données d'utilisateurs ont été piratées en même temps que le réseau, incluant des noms, adresses, adresses électroniques, dates d'anniversaire, pseudonymes et mots de passe. Certaines données de profils d'utilisateurs, incluant historiques des paiements, factures et réponses aux questions de sécurité PlayStation Network auraient également été obtenus. Plusieurs dates de remise en ligne ont été annoncées par Sony mais n'ont dès lors pas été respectées. De son côté, Sony se lance dans une traque contre les pirates qui, selon la firme, sembleraient être des membres de la communauté Anonymous. Cependant le service PlayStation Network n'a pas rencontré d'autres problèmes depuis cet incident et a renforcé le système de confidentialité de l'utilisateur.
D'énormes pertes financières comptées par milliards de dollars ont été recensées et un bon nombre d'actions en justice ont été engagées contre la firme,. Le 15 mai 2011, les services du PlayStation Network sont remises en ligne un jour après l'annonce vidéo officielle de Kazuo Hirai, porte-parole de Sony. La remise en ligne expose la mise à jour 3.61 imposant un changement de mot de passe lors de la connexion. Durant la soirée du 15 au 16 mai, le réseau souffre de l'afflux massif des joueurs connectés et repart durant deux petites heures en maintenance avant une remise en ligne définitive.

### Piratage de décembre 2014
Le matin de Noël 2014, un groupe de cyber-criminels américains, se faisant appeler Lizard Squad, a hacké le PlayStation Network, ainsi que le Xbox Live, privant les joueurs de jeu en ligne le matin de Noël. C'était une attaque de type DDOS, qui envoie de nombreuses demandes de connexion en même temps, saturant les services. L'attaque fut interrompue le 26 décembre 2014, après que le tweet de Lizard Squad fut retweeté 140 000 fois. Le groupe demandait dans ce même tweet qu'il soit retweeté 10 000 fois, ce qui fut fait en environ une journée. Deux personnes faisant partie du groupe de hackeurs furent arrêtées le 2 janvier 2015 : un anglais de 22 ans et un finlandais de 17 ans.

## Services

### PlayStation Store

Logo du PlayStation Store

Le PlayStation Store (PS Store) est une boutique en ligne qui propose différents contenus à télécharger de façon sécurisée, gratuits ou payants, pour la PlayStation 3, PlayStation Vita, la PlayStation 4 et la PlayStation 5 ; elle est mise à jour tous les mercredis (hormis événements spéciaux). Le service est fermé sur PS3 et PS Vita à l'été 2021.
Plus d'un milliard de téléchargements ont été effectués sur le PS Store entre 2006 et 2010, tandis que la boutique en ligne dispose de plus de 70 000 articles.

#### Modes de paiement
Pour acheter du contenu payant sur le PlayStation Store, l'utilisateur doit approvisionner le porte-monnaie associé au compte principal par carte bancaire ou par carte prépayée (en anglais : PlayStation Store Card). Ces cartes sont disponibles en magasins sous forme de boîte de jeu avec à l'intérieur un code que l'on doit composer dans la rubrique utiliser des codes du PS Store. Il y a des cartes à 5, 10, 20 et 50 euros. Les prix du PlayStation Store sont affichés dans la monnaie réelle.
Chaque produit acheté est rattaché au compte principal et peut généralement être téléchargé sur deux consoles différentes. Le code de la carte achetée, peu importe le montant, doit obligatoirement être entré dans le système PSN dans un délai de 12 mois. Le joueur a ensuite 24 mois suivant l'achat pour utiliser son crédit depuis son porte-monnaie PSN.

#### Contenu
Le PlayStation Store propose divers contenus, qui peut varier en fonction de la localité. Le service permet à des développeurs indépendants de distribuer leurs jeux sans avoir à passer par le circuit de vente traditionnelle.
Il est désormais possible pour les utilisateurs de noter un contenu téléchargé sous la forme de cinq étoiles (plus il y a d'étoiles, plus le produit est apprécié). Il est noté que le contenu est payant s'il est acheté, les jeux gratuits s'ils sont téléchargés, et les autres contenus peuvent être notés même s'ils ne sont pas téléchargés depuis le PSN (vidéos, etc.). Cette fonction est apparue le mardi 29 juin 2010 grâce à la mise à jour du firmware de la PS3 en 3.40.

#### Soldes
- Super Promo de janvier : Janvier
- Choix de la critique : Février
- Mega Promotion de Mars : Mars
- Super Promo de Printemps : Avril
- Chef-d'œuvre méconnu : Mai
- Days of Play : Juin
- Super Promo d'été : Juillet
- Solde de rentrée : Septembre
- Halloween : Octobre
- Black Friday : Novembre
- Christmas Day : Décembre

### Amis et messagerie
L'utilisateur peut créer une liste d'amis d'une capacité de 1 000 personnes (50 à l'origine). Il peut discuter avec d'autres joueurs pendant les parties, être avertis lorsqu'un ami se connecte, envoyer des messages textes et des fichiers multimédia et participer à des chats vocaux, vidéo ou textuelle. Il est possible d'envoyer des messages écrits pendant une partie mais pas de participer à des chats audio.
Un grand nombre d'avatars prédéfinis est à la disposition des joueurs pour représenter, qui sont des images carrées. Il existe des avatars payant, souvent coûtant 0,25 €. Il est possible de poster un message visible par toute la communauté, uniquement visible lorsque les joueurs sont en ligne. La partie représentant les joueurs est personnalisable par couleur. Dans les détails, les langues pratiquées peuvent être indiquées. Le profil PSN personnalisé peut être exporté en créant un ID PSN exportable.

### Trophées
Les « Trophées » sont des récompenses honorifiques obtenues en accomplissant des objectifs spéciaux dans les jeux PS5, PS4, PS3 et PS Vita. Le système a été mis en place en juillet 2008 et systématisé à tous les jeux à partir de 2009. Il existe quatre catégories de trophées (Bronze, Argent, Or et Platine), déterminées par la difficulté de l'objectif à accomplir. Les types de Trophées proposés et leur condition d'obtention varient en fonction des jeux, seul le platine est obtenu lorsque tous les autres trophées ont été obtenus, excepté les trophées rendus disponibles par un contenu téléchargeable après la sortie du jeu. Les informations relatives aux Trophées sont automatiquement sauvegardées sur le serveur PSN : elles peuvent être comparées à celles des personnes présentes dans sa liste d'amis et exportées sur le « Portable ID » (image dynamique qui contient des informations sur le profil de l'utilisateur PSN, utilisable en signature sur les forums). Le système de trophée de PlayStation est à l'origine de la pratique de chasse aux trophées consistant à obtenir le plus de trophées possible pour augmenter son niveau.

### PlayStation Home

Logo du PlayStation Home

Le PlayStation Home était un monde virtuel communautaire. Il permettait aux utilisateurs de se retrouver dans un environnement en 3D constitué d'espaces publics et privés afin de discuter, se divertir ou s'informer[réf. souhaitée]. Le programme était disponible à tous les utilisateurs en version bêta depuis décembre 2008. Au TGS 2009, Kazuo Hirai annonce que l'application a été téléchargée par 8 millions d'utilisateurs. PlayStation Home n'est plus disponible depuis le 31 mars 2015.

### Life with PlayStation
Life with PlayStation est un service qui fournit des canaux de contenus dynamiques basés Web pouvant être parcouru par horaire et localité tels que les actualités et la météo. Il est possible de s'informer avec Live Channel qui propose des contenus venant de Google Actualités et The Weather Channel.
Pendant que ces informations sont visionnées, la console fait tourner l'application Folding@home, un programme de calcul distribué qui étudie le repliement des protéines. Sony et l'Université de Stanford se sont ainsi lié pour inscrire la PS3 dans le programme, sous le nom cure@PS3. Il s'agit d'aider la recherche sur les maladies de Parkinson et d'Alzheimer ainsi que des formes de cancer. Il s'agit ainsi d'utiliser la forte puissance du Cell de la console. Plus d'un million d'utilisateurs PS3 ont participé au projet, permettant de booster les simulations,. Depuis avril 2007, il existe également un client BOINC. PS3Grid, la première application optimisée pour le processeur Cell et Yellow Dog Linux, effectue des simulations de biologie moléculaire. PS3Grid est un projet de l'université Pompeu Fabra de Barcelone (Espagne).
Précédemment, le service n'était qu'un service de calcul distribué, ajoutant le Live Channel et se renommant Live with PlayStation depuis le 18 septembre 2008 et est pilotable depuis la PSP.

### Réseaux sociaux
Le 18 novembre 2009, la mise à jour 3.10 du système PlayStation 3 inclut des fonctions liées au réseau social Facebook, accessibles depuis le menu Gestion du compte. Ainsi, les utilisateurs peuvent, s'ils le souhaitent, exposer sur le « mur » de leur compte les trophées qu'ils obtiennent et les achats qu'ils effectuent sur le PlayStation Store.
Il est possible de télécharger en amont des vidéos sur YouTube mais aussi gérer ses photos sur Picasa avec une application spécialement développée sur la console.

### VidZone
VidZone est un service de vidéo et de musique à la demande qui permet de visionner librement des milliers de clips en streaming depuis la PS3 (et la PSP avec la fonction de lecture à distance). L'application est disponible depuis le 11 juin 2009 en Allemagne, Australie, Espagne, France, Italie, Irlande et au Royaume-Uni, téléchargeable gratuitement,. VidZone n'est plus disponible depuis le 31 mars 2017.

### PlayStation Network Video Store
Video Store est un service d'offre de vidéo à la demande (VOD) de la PlayStation 3. Il permet de télécharger des films en haute définition (HD) ou en définition standard (SD) à partir du PlayStation Store et pouvant être transférés également sur la PSP. Ces films sont disponibles à la fois à l'achat ou à la location. Le service est disponible depuis le 19 novembre 2009 en France, Royaume-Uni, Espagne et Allemagne. Depuis le 19 mai 2010, le service est arrivé en Italie et le 20 mai 2010 en Australie.

### PlayStation Plus

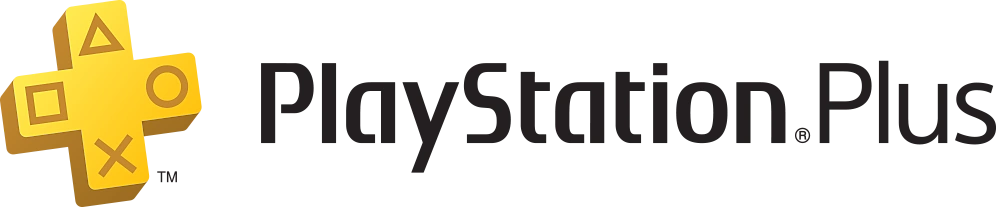
Logo du PlayStation Plus

Le PlayStation Plus est un abonnement payant au service PlayStation Network officiellement dévoilé durant l'E3 2010 par Jack Tretton, PDG de Sony Interactive Entertainment. Les rumeurs d'un tel service se font alors insistantes depuis l'annonce de Kazuo Hirai au Tokyo Game Show 2009 d'un possible service payant pour le PSN, sachant que le jeu en ligne gratuit reste identique. Il n'est alors question que de connaitre que le nom, le prix, et enfin le contenu supplémentaire.
Lancé aux côtés des firmwares 3.40 de la PS3 et 6.30 de la PSP le 29 juin 2010, le service d'abonnement payant fournit à ses souscripteurs des services améliorés sur le PlayStation Network et la possibilité de jouer en ligne sur PlayStation 4. La souscription faite avant le 3 août 2011 donne accès à une version gratuite de Little Big Planet.
L'abonnement inclut la possibilité de tester des démos de jeux complets limitées à une heure, une option de mise à jour logicielle automatique pour les jeux et le système. Les abonnés ont également droit à un accès anticipé ou exclusif à certaines bêtas, démos de jeux, contenus téléchargeables et d'autres articles sur le PlayStation Store. Les utilisateurs peuvent souscrire un abonnement d'un an pour 59,99 € ou de 19,99 € par trimestre.
Deux formules supplémentaires sont disponibles à partir de juin 2022, tandis que le service initial est renommé en PlayStation Plus Essential. Ces nouvelles formules permettent à Sony de proposer un service concurrent au Xbox Game Pass de Microsoft et de fusionner le PlayStation Plus avec leur service de jeu à la demande PlayStation Now.
La première formule, nommée PlayStation Plus Extra, propose en plus un accès à un catalogue de jeux PlayStation 4 et PlayStation 5 en téléchargement, dont 400 disponibles au lancement, pour un tarif de 99,99 € à l'année ou de 39,99 € par trimestre. La seconde, nommée PlayStation Plus Premium, ajoute en plus des jeux PlayStation, PlayStation 2 et PlayStation Portable en téléchargement ainsi que des jeux PlayStation 3 en streaming via le cloud, pour un tarif de 119,99 € à l'année ou de 49,99 € par trimestre. Les offres Extra et Premium incluent aussi un accès au service d'abonnement Ubisoft+ Classics.

### Music Unlimited
Music Unlimited est un service de musique qui était disponible sur PlayStation 3 à partir de 2012 via le Sony Entertainment Network. Il était arrivé quelques années plus tard sur PlayStation 4. Il permettait d'écouter de la musique. Le service a fermé ses portes le 29 mars 2015 pour laisser place à Spotify.

### Collection de jeux instantanée
Dans un premier temps, le service propose un jeu PSN, deux jeux « minis » ainsi qu'un « classic PSone » à télécharger gratuitement chaque mois. À partir de septembre 2012 le service propose via son offre « Collection de jeux instantanée » des jeux dits « AAA » (ou triple A), tels Red Dead Redemption ou encore Batman: Arkham City, à raison de trois à quatre jeux par mois pour un total de 45 jeux par an. Les titres proposés sont téléchargeables et jouables indéfiniment durant la période d'abonnement.
Le 16 novembre 2012, Sony annonce avec sa nouvelle mise à jour 2.00 du firmware, que l'offre étend ses services à la PlayStation Vita. Les possesseurs de la console portable peuvent bénéficier de rabais et de jeux de l'offre à partir du 20 novembre 2012. Les premiers jeux proposés aux abonnés sont Uncharted: Golden Abyss, Gravity Rush, Tales from Space: Mutant Blobs Attack et Chronovolt.
Le 10 juin 2013, lors de sa conférence durant l'E3 2013, Sony annonce que son service en ligne est désormais payant sur PlayStation 4 par l’intermédiaire d'une souscription au PlayStation Plus.
C'est sur le PlayStation Blog européen, en réponse à un commentaire d'un fan mécontent de ne pas encore voir d'annonce sur les jeux de juillet 2015, que Fred Dutton, responsable du blogue, annonce officieusement que le jour de disponibilité des nouveaux jeux passe du premier mercredi du mois au mardi. Cette information est ensuite confirmée officiellement lors de l'annonce des jeux de juillet 2015.

### XMB Nouveautés
Dans la partie PlayStation Network du XMB est apparu le volet « Nouveautés », ou « What's New » en anglais. Cette fonction a été disponible depuis début septembre 2009, qui a coïncidé avec la sortie de la nouvelle PS3. Elle a été présentée lors de la Gamescom 2009 pendant la conférence Sony. Il y a un accès rapide aux derniers jeux joués et une sélection des nouveaux produits téléchargeables et des informations (liens vers des sites internet). Ce volet bénéficie d'une mise à jour toutes les semaines, en même temps que la mise à jour du PSS. Remarquablement, le système d'exploitation de la console configure par défaut d'atterrir sur cette section lors de l'allumage de la machine, mais il est toujours possible d'arriver immédiatement dans la rubrique « jeux ».

### MUBI
MUBI est un service de location de film suivant différents types d'abonnements. L'application est disponible depuis le 3 novembre 2010 dans plusieurs pays d'Europe et d'Océanie.

### PlayStation Blog
Le PlayStation Blog est un blogue en ligne axé sur l'univers PlayStation qui fait partie du PlayStation Network. Lancé en juin 2007, le contenu habituel comprend des annonces de jeux, des interviews des développeurs et des annonces de mises à jour du PlayStation Store. Un sous-site du blogue appelé PlayStation. Blog Share est lancé en mars 2010 et permet aux utilisateurs du PSN de soumettre des idées à l'équipe PlayStation.

## Disponibilité

Disponibilité du PlayStation Network dans le monde entier (en mars 2025)

Le PlayStation Network est disponible dans 70 pays en 2016.
- Afrique du Sud
- Algérie
- Allemagne
- Arabie saoudite
- Argentine
- Australie
- Autriche
- Bahreïn
- Belgique
- Brésil
- Bulgarie
- Canada
- Chili
- Colombie
- Corée du Sud
- Croatie
- Chypre
- Danemark
- Émirats arabes unis
- Espagne
- États-Unis
- Finlande
- France
- Grèce
- Groenland
- Hong Kong
- Hongrie
- Îles Féroé
- Inde
- Indonésie
- Irak
- Irlande
- Islande
- Israël
- Italie
- Japon
- Koweït
- Liban
- Luxembourg
- Malaisie
- Malte
- Maroc
- Mexique
- Nouvelle-Zélande
- Norvège
- Oman
- Pays-Bas
- Pérou
- Pologne
- Portugal
- Puerto Rico
- Qatar
- République tchèque
- Roumanie
- Royaume-Uni
- Russie
- Singapour
- Slovaquie
- Slovénie
- Suède
- Suisse
- Taïwan
- Thaïlande
- Turquie
- Ukraine